# Laura Dupuy Lasserre
Laura Dupuy Lasserre (Montevideo, 18 de septiembre de 1967) es una diplomática uruguaya y, desde 2009, fue Representante Permanente de Uruguay ante la Oficina de la Organización de las Naciones Unidas en Ginebra con el rango de Embajadora. Fue elegida Presidenta del Consejo de Derechos Humanos de las Naciones Unidas en 2011.

## Biografía
Lasserre nació en Montevideo el 18 de septiembre de 1967. Completó sus estudios en relaciones internacionales en 1990 en la Universidad de la República Oriental del Uruguay.
Fue elegida Presidenta del Consejo de Derechos Humanos de las Naciones Unidas para el período 2011-2012.
Se desempeñó como Directora de Derechos Humanos y Derecho Humanitario del Ministerio de Relaciones Exteriores de Uruguay, como Directora para las Américas, responsable de las relaciones bilaterales con los 34 países de la región, y como Presidenta-Relatora del foro social 2010 sobre Cambio Climático y Derechos humanos.